# Thames Ironworks and Shipbuilding and Engineering Company

Die Thames Ironworks and Shipbuilding and Engineering Company Ltd. war ein britischer Maschinen- und Schiffbaubetrieb, der von 1837 bis 1912 in Blackwall (London) ansässig war. Zwischen 1906 und 1911 wurden dort auch Automobile hergestellt.

## Geschichte
1837 wurde die Gesellschaft als Ditchburn and Mare Shipbuilding Company von dem Schiffbauer Thomas J. Ditchburn und dem Ingenieur und Schiffstechniker Charles Mare gegründet. Ursprünglich war der Firmensitz in Deptford, aber nach einem Brand auf dem Betriebsgelände, der einen Großteil der Einrichtungen zerstörte, zog die Firma 1838 an den Orchard Place in Blackwall zwischen dem East India Dock Basin und dem Bow Creek um. Dort übernahm sie die Anlagen des früheren Schiffsbauers William und Benjamin Wallis.
Der Betrieb entwickelte sich gut und ein paar Jahre später besaß die Firma drei Standorte mit einer Gesamtfläche von 57.000 m².
Ditchburn and Mare gehörten zu den ersten Werften in der Gegend, die Stahlschiffe bauten. Zuerst wurden kleine Raddampfer mit einem Gewicht von 50–100 ts gebaut, dann verlegte man sich auf Kanalfähren und schon 1840 baute die Firma Schiffe von bis zu 300 ts. Zu den ersten Kunden gehörten die Iron Steamboat Company und die Blackwall Railway Company. Für letztere baute man etliche Raddampfer, z. B. die Meteor und die Prince of Wales.
In dieser Zeit konnte die Gesellschaft etliche Aufträge von der britischen Admiralität, wie z. B. zum Bau der HMS Recruit (eine Brigg mit 12 Kanonen), eines der ersten Kriegsschiffe, erreichen. Man baute auch für die P & O die Dampfer Ariel und Erin.
Thomas Ditchburn zog sich 1847 aus dem Geschäft zurück und Charles Mare führte die Firma unter dem Namen C. J. Mare & Company fort. Hinzu kam der Schiffstechniker James Ash, der später seine eigene Werft in Cubitt Town gründete.
Ab 1847 wuchs die Firma beträchtlich und Mare kaufte Land auf der Canning-Town-Seite des River Lea. Zwischen beiden Ufern richtete er einen Fährdienst ein.
Mare baute eine Werft mit Kesselschmieden und Stahlwalzwerken, wo Schiffe bis zu 4.000 ts gebaut werden konnten. Wegen des begrenzten Platzes an der Mündung des Lea River konnten am Orchard Place nur Schiffe bis zu 1.000 ts gebaut werden. 1853 baute die Gesellschaft die Himalaya für P & O, für eine kurze Zeit das größte Passagierschiff der Welt, bevor sie zum Truppentransporter umgebaut wurde.
1855 kam die Gesellschaft, die zwischenzeitlich 3.000 Angestellte und Arbeiter beschäftigte, in wirtschaftliche Schwierigkeiten, da Charles Mare einen Offenbarungseid leisten musste. Man nimmt an, dass die Schwierigkeiten auf verspätete Zahlungen für bereits fertiggestellte Schiffe zurückzuführen waren oder dass man sich bei der Kostenkalkulation für Aufträge der Royal Navy verrechnet hatte. Es fehlte nicht an Aufträgen; sechs Verträge für Kanonenboote und einer zum Bau der Westminster Bridge (gebaut 1862) waren zu erfüllen.
Die Kreditgeber einigten sich, den Betrieb der Werft aufrechtzuerhalten, und zwei Angestellte, Joseph Westwood und Robert Baillie wurden zu Geschäftsführern ernannt. Die Hauptrolle bei der Rettung der Firma aber übernahm Peter Rolt, Mares Schwiegervater, der auch konservativer Abgeordneter für Greenwich im Unterhaus war. Rolt war auch Holzhändler und stammte von der Schiffsbauerfamilie Pett ab.
Rolt übernahm das Firmenvermögen und transferierte es 1857 in eine neue Limited, die Thames Ironworks and Shipbuilding and Engineering Co. Ltd. Das Grundkapital lag bei £ 100.000,--, aufgeteilt auf 20 Aktien à £ 5.000,--. Fünf davon hatte Rolt, der damit Hauptaktionär und Vorstandsvorsitzender war.
Die neue Gesellschaft war der größte Schiffsbauer an der Themse. Londoner Stadtpläne von 1860 zeigen, dass das Werftgelände ein großes Dreieck in einem rechten Winkel am Ostufer des Bow Creek umfasste, wobei der Eisenbahnanschluss zur Werft die dritte Seite bildete. Ein kleineres Grundstück am Westufer gehörte ebenfalls dazu. Der Hauptteil der Werft hatte einen 320 m langen Kai. Im Südosten erstreckte sich das Gelände am Nordufer der Themse östlich des Bow Creek, wobei zwei Slipanlagen direkt zur Themse bestanden. Heute wird das Gelände von der A1020 Lower Lea Crossing und der Dockyards Light Railway südlich des Bahnhofs Canning Town durchschnitten.
1863 konnte die Werft gleichzeitig Kriegsschiffe bis zu 25.000 ts und Postschiffe bis zu 10.000 ts bauen. Einer der ersten Aufträge der Admiralität war die Warrior 1860, seinerzeit das größte Kriegsschiff der Welt und die erste Panzerfregatte mit Stahlrumpf. Die Minotaur folgte 1863; sie war 120 m lang und hatte eine Wasserverdrängung von 10.690 tn.l.
Die Arbeiten an den Schiffen wie der Minotaur wurden auf der Canning-Town-Seite des Lea River ausgeführt und hier wuchs das Firmengelände von Thames von weniger als 40.000 m² im Jahre 1856 auf 121.000 m² im Jahre 1891. Das alte Gelände am Orchard Place war bis 1909 noch der offizielle Sitz der Gesellschaft, wobei auf diesem Grundstück kaum noch Firmenaktivitäten stattfanden. Ende der 1860er-Jahre gehörten nur noch 20.000 m² Grund dort der Firma.
Der Schiffbau an der Themse kam in große wirtschaftliche Schwierigkeiten, da die Werften im Norden Englands leichteren Zugang zu Kohle und Eisen hatten, und viele Werften mussten im Zuge der Finanzkrise von 1866 schließen. Die verbleibenden Werften wie Thames befassten sich hauptsächlich mit dem Bau von Kriegs- und Passagierschiffen.
Nach dem Erfolg der Warrior und der Minotaur erhielt Thames Aufträge von Marinestellen aus der ganzen Welt und es wurden Schiffe für Dänemark, Griechenland, Portugal, Russland, Spanien und das Osmanische Reich gebaut. Die Werft baute auch das erste Schiff mit Stahlrumpf für die preußische Marine, die König Wilhelm 1869 und den Kreuzer Alfonso de Albuquerque für Portugal 1883.
In den 1890er-Jahren wurde der Philanthrop Arnold Hills Geschäftsführer. Er war bereits 1880 im Alter von 23 Jahren Direktor der Firma geworden. Hills war einer der ersten Geschäftsführer in Großbritannien, der freiwillig den Achtstundentag für seine Arbeiter einführte, als es in der Industrie üblicherweise 10–12 Stunden dauernde Schichten gab.
1895 half Hills bei der Gründung des Fußballclubs Thames Ironworks F.C. und innerhalb von zwei Jahren war der Verein im FA Cup der London League vertreten. Weil man Profifußballer einstellen wollte, wurde der FC im Juni 1900 aufgelöst und einen Monat später der neue Verein West Ham United gegründet.
Insgesamt baute die Werft 144 Kriegsschiffe, so 1897 und 1900 die Linienschiffe Fuji und Shikishima für die Kaiserlich Japanische Marine, und viele andere, zivile Schiffe. 1911 trat Hills an  Winston Churchill heran, der damals die Admiralität leitete, weil es an Aufträgen für weitere Kriegsschiffe fehlte. Sein Vorstoß war aber nicht von Erfolg gekrönt und so musste die Werft 1912 ihre Tore schließen. Zwei Jahre später begann der Erste Weltkrieg und das letzte in der Werft gebaute Schiff, die Thunderer nahm 1916 an der Skagerrakschlacht teil.

## Automobilbau (1906–1911)

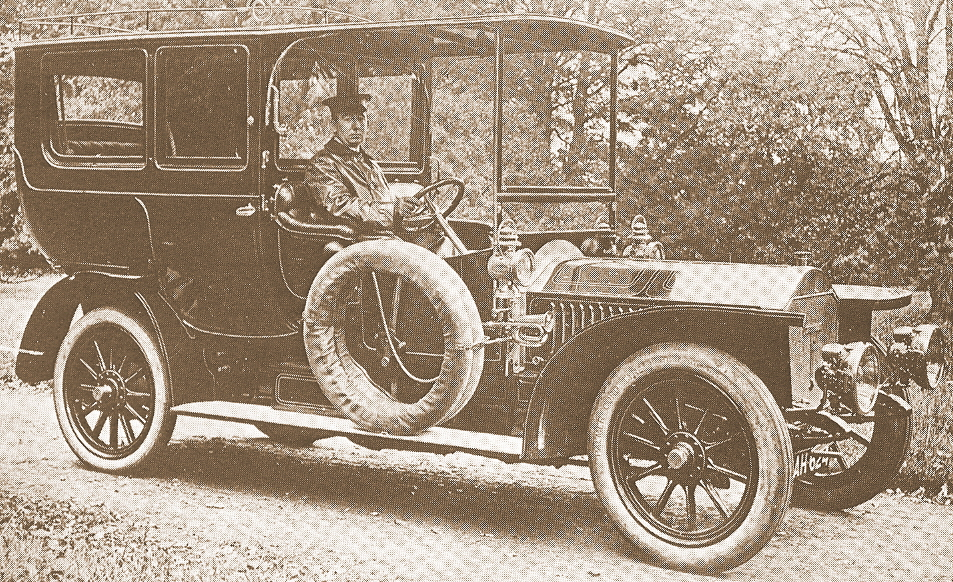
Thames 50 hp (1908)

Unter dem Namen Thames wurden Wagen aller Größenklassen gebaut. Vom Einzylindermotor mit 1.295 cm³ bis zum Sechszylinder-Reihenmotor mit 10.520 cm³ reichten die Motorisierungen. Die Fahrzeuge waren als eher behäbig bekannt, nur der 60 hp von 1908 brachte eine sportliche Note in die umfangreiche Modellpalette. Dieser Wagen errang fast alle zeitgenössischen Geschwindigkeitsrekorde in Brooklands.
1911 gab man den Bau von Personenwagen auf und konzentrierte sich neben dem Schiffsbau auf Nutzfahrzeuge.

### Pkw-Modelle
| Modell  | Bauzeitraum | Zylinder | Hubraum   | Radstand |
| ------- | ----------- | -------- | --------- | -------- |
| 45 hp   | 1906        | 6 Reihe  | 6983 cm³  | 3200 mm  |
| 15 hp   | 1908        | 2 Reihe  | 1961 cm³  | 2743 mm  |
| 24 hp   | 1908–1910   | 4 Reihe  | 3840 cm³  | 2896 mm  |
| 50 hp   | 1908        | 6 Reihe  | 7780 cm³  | 3353 mm  |
| 60 hp   | 1908        | 6 Reihe  | 9656 cm³  | 3353 mm  |
| 80 hp   | 1908        | 6 Reihe  | 10520 cm³ | 3962 mm  |
| 8 hp    | 1910–1911   | 1        | 1295 cm³  | 2337 mm  |
| 12 hp   | 1910–1911   | 2 Reihe  | 1961 cm³  | 2438 mm  |
| 15,9 hp | 1910–1911   | 4 Reihe  | 2413 cm³  | 2896 mm  |
| 45 hp   | 1910        | 6 Reihe  | 7780 cm³  | 3353 mm  |
| 50 hp   | 1910        | 6 Reihe  | 9539 cm³  | 3962 mm  |
| 25 hp   | 1911        | 4 Reihe  | 3563 cm³  | 3048 mm  |
| 60 hp   | 1911        | 6 Reihe  | 9539 cm³  | 3962 mm  |